# 吉原健二
吉原 健二（よしはら けんじ、1932年〈昭和13年〉1月22日 - ）は、日本の厚生官僚。

## 来歴
岡山県出身。1955年（昭和30年）、東京大学法学部を卒業。同年厚生省に入省。入省後、長らく年金行政などに携わり、医務局指導課長、総理府総務局参事官、社会局老人福祉課長、医務局整備課長、環境庁大気保全局企画課長、年金局企画課長、環境庁長官官房秘書課長、厚生省大臣官房審議官、公衆衛生局老人福祉部長などを歴任。国民皆保険及び国民皆年金の制度創設、国民年金法の法案作成、老人保健法の制定などに取り組んだ。
1983年（昭和58年）8月26日、児童家庭局長に就任。
1984年（昭和59年）6月22日、年金局長に就任。当時年金課長だった山口剛彦とコンビを組み、基礎年金制度の導入、会社員の妻も年金の被保険者となる仕組みを導入する法改正などの年金改革に取り組んだ。
1986年（昭和61年）6月13日、社会保険庁長官に就任。
1988年（昭和63年）6月7日、厚生事務次官に就任。1990年（平成2年）6月29日、厚生省を退職。退職後、資産運用審議会委員、人口問題審議会委員、社会保障制度審議会委員、年金審議会委員、一般財団法人厚生年金事業振興団顧問などを歴任。2008年（平成20年）には元厚生事務次官宅連続襲撃事件で自宅を襲撃され、吉原本人は難を逃れたものの、当時自宅にいた吉原の妻が胸などを刺されて重傷を負った。

## 年譜
- 1955年（昭和30年）
  - 東京大学法学部卒業[1][2]
  - 厚生省入省[2]
- 1971年（昭和46年）7月12日 - 厚生省医務局指導課長[9]
- 1972年（昭和47年）7月1日 - 総理府総務局参事官[10]
- 1974年（昭和49年）
  - 6月5日 - 厚生省大臣官房付[22]
  - 6月11日 - 厚生省社会局老人福祉課長[11]
- 1975年（昭和50年）7月8日 - 厚生省医務局整備課長[12]
- 1976年（昭和51年）10月15日 - 環境庁大気保全局企画課長[13]
- 1978年（昭和53年）7月11日 - 厚生省年金局企画課長[14]
- 1979年（昭和54年）7月6日 - 環境庁長官官房秘書課長[15]
- 1980年（昭和55年）5月27日 - 厚生省大臣官房審議官[15]
- 1982年（昭和57年）9月10日 - 厚生省公衆衛生局老人福祉部長[17]
- 1983年（昭和58年）8月26日 - 厚生省児童家庭局長[7]
- 1986年（昭和61年）6月13日 - 社会保険庁長官[5]
- 1988年（昭和63年）6月7日 - 厚生事務次官[3]
- 1990年（平成2年）6月29日 - 厚生省退職[4]
- 1993年（平成5年）9月5日 - 資産運用審議会委員[20]

## 著書
- 吉原健二『老人保健法の解説』中央法規出版、1983年12月。ISBN 978-4805802229。
- 吉原健二『新年金法 : 61年金改革解説と資料』全国社会保険協会連合会、1987年3月。
- 吉原健二、和田勝『日本医療保険制度史』東洋経済新報社、1999年12月。ISBN 978-4492700587。
- 吉原健二『わが国の公的年金制度 : その生い立ちと歩み』中央法規出版、2004年12月。ISBN 978-4805845660。
- 吉原健二、和田勝『日本医療保険制度史 増補改訂版』東洋経済新報社、2008年12月。ISBN 978-4492701225。
- 吉原健二、幸田正孝、田中耕太郎、土田武史『日独社会保険政策の回顧と展望 : テクノクラートと語る医療と年金の歩み』法研、2011年12月。ISBN 978-4879548092。
- 『医療経営白書』
  - 吉原健二 編『医療経営白書 2013年版』日本医療企画、2013年10月。ISBN 978-4864391924。
  - 吉原健二 編『医療経営白書 2014-2015年版』日本医療企画、2014年。ISBN 978-4864392969。
  - 吉原健二 編『医療経営白書 2015-2016年版』日本医療企画、2015年。ISBN 978-4864393836。
  - 吉原健二 編『医療経営白書 2016-2017年版』日本医療企画、2016年。ISBN 978-4864394642。
- 吉原健二、畑満『日本公的年金制度史 : 戦後七〇年・皆年金半世紀』中央法規出版、2016年2月。ISBN 978-4805852262。
- 吉原健二、和田勝『日本医療保険制度史 第3版』東洋経済新報社、2020年1月。ISBN 978-4492701485。

#### リスト
1. ↑  [9][10][11][12][13][14][15][16][17]